# José Justiniani Ramírez de Arellano
 José Justiniani Ramírez d'Arellano (Madrid, 7 de desembre de 1800 – 1851) va ser un polític espanyol, alcalde de Madrid i ministre durant el regnat d'Isabel II d'Espanya

## Biografia
Era marquès de Peñaflorida. Va ser oficial del Guàrdies Reials i conseller reial. També va pertànyer a la francmaçoneria amb el nom simbòlic Aristómedes. Fou el primer alcalde constitucional de Madrid, de gener de 1842 a gener de 1843. Durant aquest mandat va reformar el clavegueram i les canonades i va traslladar el Rastro de Madrid a la plaça de la Cebada. Després fou nomenat senador per Madrid de 1843 a 1845. Fou també Ministre de Governació en el govern de Luis González Bravo (desembre de 1843 - maig de 1844).
En 1845 fou nomenat senador vitalici. Fou novament alcalde de Madrid de l'1 d'octubre de 1844 al 28 d'agost de 1846, i durant el segon mandat va habilitar per a la circulació de carruatges el passeig de la Castellana.